# Microforme

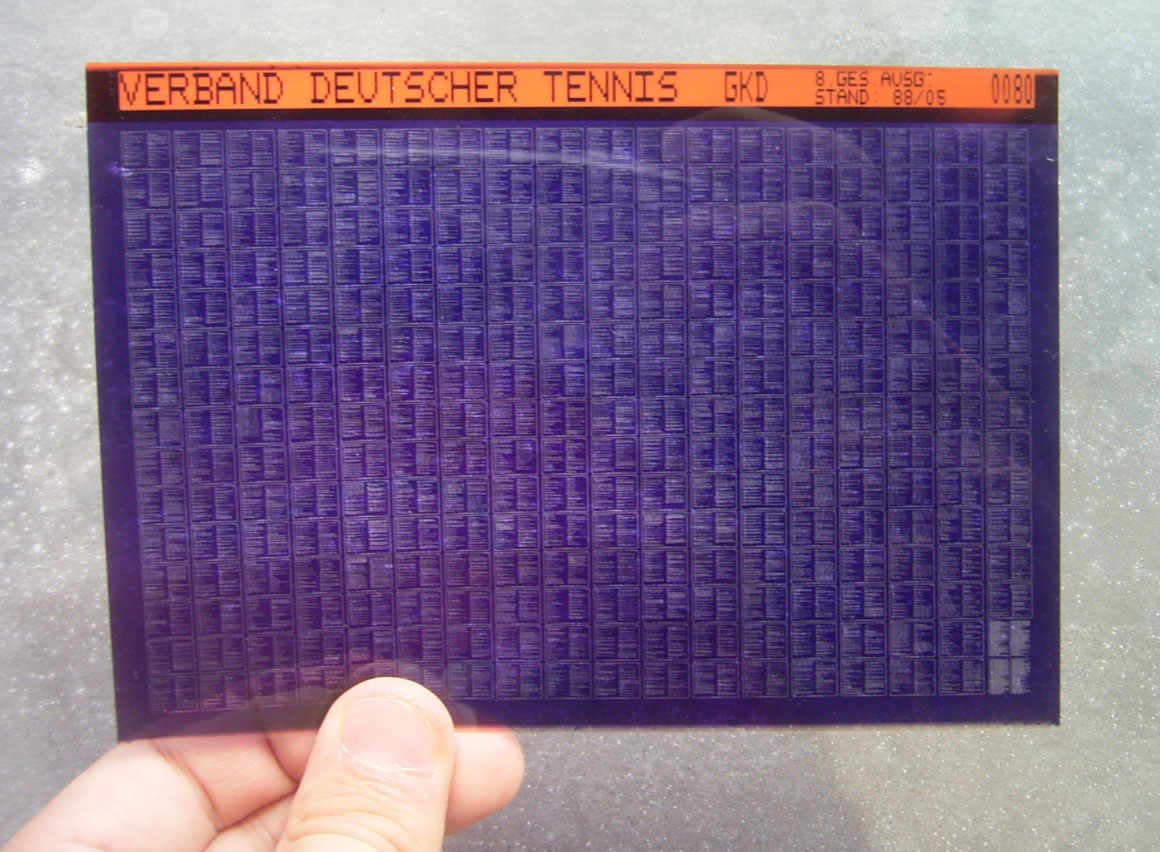
Une microfiche

Une microforme est un support de stockage analogique de haute densité. Il en existe deux types principaux, les microfilms (en rouleaux) et les microfiches (feuilles planes).
Une troisième forme, moins courante, est la carte à fenêtre, format hybride qui intègre une petite microfiche dans une carte perforée destinée à contenir les métadonnées du document.